# Volenice (district de Strakonice)
Pour les articles homonymes, voir Volenice.
Volenice est une commune du district de Strakonice, dans la région de Bohême-du-Sud, en République tchèque. Sa population s'élevait à 550 habitants en 2020.

## Géographie
Volenice se trouve à 12 km à l'ouest de Strakonice, à 62 km au nord-ouest de České Budějovice et à 105 km au sud-sud-ouest de Prague.
La commune est limitée par Kalenice au nord, par Štěchovice à l'est, par Kraselov au sud-est, par Hoslovice, Zvotoky et Strašice au sud, et par Krejnice et Frymburk à l'ouest. Le quartier de Vojnice, qui est séparé du reste de la commune par Krejnice, est limité par Krejnice au nord, par Strašice à l'est et par Soběšice au sud et à l'ouest.

## Histoire
La première mention écrite du village date de 1227.

## Administration
La commune se compose de quatre quartiers :
- Ohrazenice
- Tažovice (comprend le hameau de Tažovická Lhota)
- Vojnice
- Volenice